# Silvio Baldini
Silvio Baldini (* 11. September 1958 in Massa) ist ein italienischer Fußballtrainer.

## Karriere
Baldini begann seine Karriere als Trainer im Jahr 1984 bereits mit 26 bei Bagnone, einem Amateurverein, die er in seinem ersten Jahr gleich zum Aufstieg führte. 1988 wurde er Co-Trainer bei der US Massese. 1989 wurde er Cheftrainer bei USD Forte dei Marmi, mit denen er 1991 den Aufstieg feiern konnte. Nachdem er eine Saison den FC Esperia Viareggio trainiert hatte, erwarb er die A-Lizenz, die ihn zum Trainieren von Profiteams berechtigte, dennoch trainierte er 1992 zunächst wieder den Amateurverein US Massese, diesmal als Cheftrainer. Anschließend trainierte er die AC Siena, Carrarese Calcio, Chievo Verona und Brescia Calcio.
1999 wurde Baldini Cheftrainer beim FC Empoli, stieg 2002 mit dem Verein in die Serie A auf und erreichte dort einen respektablen 12. Platz. 2003 wurde er Trainer des sizilianischen Klubs US Palermo, die er zum Aufstieg in die Serie A führen sollte, was ihm jedoch nicht gelang, so wurde er im Januar 2004 wieder entlassen. Anschließend trainierte er verschiedene Vereine in Italien mit mäßigem Erfolg. Zwischenzeitlich arbeitete er als Experte für den Sportsender Sportitalia.
Nachdem er Vicenza Calcio 2011 verlassen hatte, war Baldini lange Zeit ohne Verein. 2017 folgte ein vierjähriges Engagement bei Carrarese Calcio. Von 2021 bis 2022 trainierte er den FC Palermo und 2022 nochmals die AC Perugia Calcio.

## Erfolge
- Aufstieg in die Serie A: 2001/02

## Trivia
- Am 26. August 2007 kam es während eines Ligaspiels zum Eklat: Baldini verpasste Domenico Di Carlo, damals Trainer des FC Parma, einen Tritt in sein Gesäß nach einem Disput. Anschließend wurde Baldini für einen Monat auf die Tribüne verbannt.